# Jazz et Java
Albums par Claude Nougaro
Les Grandes Chansons de Claude Nougaro
(1998) Hombre et Lumière
(1999)
Compilations par Claude Nougaro
Les Grandes Chansons de Claude Nougaro
(1998) À la recherche du son qui fait sens
(2010)
Jazz et Java est une compilation de Claude Nougaro sortie en 1998.
Elle comprend 3 CD et 32 pages de textes  de Jean-François Brieu et de photos.
Elle est publiée chez Mercury France.

## Titres CD 1
| No  | Titre                                 | Durée  |
| --- | ------------------------------------- | ------ |
| 1.  | Le Cinéma                             | 2 : 55 |
| 2.  | Les Don Juan                          | 3 : 18 |
| 3.  | Une petite fille                      | 2 : 09 |
| 4.  | Le Jazz et la Java                    | 2 : 34 |
| 5.  | La Chanson                            | 1 : 44 |
| 6.  | Le Paradis                            | 2 : 32 |
| 7.  | Le Rouge et le Noir                   | 2 : 14 |
| 8.  | Tout feu tout femme                   | 2 : 40 |
| 9.  | Cécile ma fille                       | 3 : 26 |
| 10. | Pauvre Nougaro                        | 2 : 47 |
| 11. | Chanson pour Marilyn                  | 2 : 31 |
| 12. | La Marche arrière                     | 2 : 07 |
| 13. | Je suis sous                          | 3 : 20 |
| 14. | Mon assassin                          | 3 : 07 |
| 15. | Il y avait une ville                  | 2 : 55 |
| 16. | Les P’tits Bruns et les Grands Blonds | 1 : 58 |
| 17. | À bout de souffle                     | 2 : 59 |
| 18. | Sing Sing song                        | 2 : 54 |
| 19. | Chanson pour le maçon                 | 2 : 45 |
| 20. | Schplaouch                            | 2 : 52 |
| 21. | Tu dormiras longtemps                 | 2 : 35 |
| 22. | Armstrong (Let my people go)          | 3 : 14 |

## Titres CD  2
| No  | Titre                                | Durée  |
| --- | ------------------------------------ | ------ |
| 1.  | Bidonville                           | 3 : 15 |
| 2.  | L’Amour sorcier                      | 3 : 28 |
| 3.  | Les Mains d’une femme dans la farine | 1 : 59 |
| 4.  | La Clé                               | 3 : 24 |
| 5.  | Une bouteille à la mer               | 2 : 38 |
| 6.  | Toulouse                             | 4 : 22 |
| 7.  | Je crois                             | 2 : 20 |
| 8.  | Les Craquantes                       | 2 : 18 |
| 9.  | Berceuse à Pépé                      | 3 : 31 |
| 10. | Petit taureau                        | 2 : 36 |
| 11. | À tes seins (Saint Thomas)           | 2 : 00 |
| 12. | La Maîtresse                         | 2 : 40 |
| 13. | Quatre boules de cuir                | 2 : 45 |
| 14. | Paris Mai                            | 5 : 59 |
| 15. | La Pluie fait des claquettes         | 3 : 16 |
| 16. | Homme                                | 4 : 15 |
| 17. | Western                              | 4 : 55 |
| 18. | La Neige                             | 4 : 38 |
| 19. | C’est Eddy                           | 2 : 57 |
| 20. | Sœur Âme                             | 2 : 47 |

## Titres CD  3
| No  | Titre                 | Durée  |
| --- | --------------------- | ------ |
| 1.  | Locomotive d’or       | 9 : 46 |
| 2.  | Dansez sur moi        | 3 : 21 |
| 3.  | La Javanaise          | 2 : 32 |
| 4.  | Brésilien (Viramundo) | 2 : 15 |
| 5.  | Île de Ré             | 4 : 50 |
| 6.  | Tu verras             | 3 : 14 |
| 7.  | Autour de minuit      | 3 : 22 |
| 8.  | Assez                 | 5 : 24 |
| 9.  | Clodi Clodo           | 3 : 34 |
| 10. | Le Coq et la Pendule  | 3 : 24 |
| 11. | Le Chat               | 2 : 16 |
| 12. | Un été                | 2 : 16 |
| 13. | Rimes                 | 3 : 17 |
| 14. | Allée des brouillards | 2 : 46 |
| 15. | Vie violence          | 4 : 12 |
| 16. | Nougayork (Live)      | 3 : 44 |
| 17. | L’Enfant phare (Live) | 4 : 16 |